# Mollymook Beach
Mollymook Beach ist ein Ort an der Südküste im australischen Bundesstaat New South Wales. Er gehört zum Verwaltungsbezirk Shoalhaven City. 2021 lebten hier 2531 Einwohner.

## Geografie
In unmittelbarer südlicher Nachbarschaft liegt Mollymook und im Anschluss Ulladulla. Im Norden der Ortschaft befindet sich Narrawallee. Nächste Stadt im Landesinneren ist Milton. Die Entfernung zur Landeshauptstadt Sydney beträgt ca. 180 Kilometer.

## Sport
Der ca. zwei Kilometer lange Strand bietet ausreichend Platz für Wassersport jeder Art. Regelmäßig finden auch Beachvolleyballturniere der australischen Serie sowie des Landesverbandes NSW statt. 2024 richtete hier die FIVB in Zusammenarbeit mit Volleyball Australia ein Futures der World Beach Pro Tour aus. Während bei den Frauen die Australierinnen Stefanie Fejes und Jana Milutinovic gewannen, konnten sich bei den Männern die ebenfalls einheimischen Izac Carracher und Mark Nicolaidis im Endspiel gegen ihre Landsleute Paul Burnett und Jack Pearse durchsetzen.